# Електроразпределение Север
„Електроразпределение Север“ АД (до 2018 година - „Енерго-Про Мрежи“) е българско предприятие за разпределение на електрическа енергия със седалище във Варна, част от чешката група „Енерго-Про“.
То е най-малкото от трите големи електроразпределителни предприятия в страната, след „Електроразпределителни мрежи Запад“ и „Електроразпределение Юг“, и е основният разпределител на електроенергия в Североизточна и Централна Северна България с регионални центрове във Варна, Велико Търново, Габрово, Горна Оряховица, Добрич, Русе, Силистра, Търговище и Шумен. Към 2021 година предприятието има обем на продажбите от 261 милиона лева, а в него работят около 1700 души.